# 逸見勝三郎
逸見 勝三郎（いつみ かつさぶろう、文政13年（1830年） - 明治元年（1868年）1月5日）は、新選組隊士。姓は「へんみ」とも。

## 略歴
甲斐国の出身。慶応元年（1865年）5月の江戸における新選組隊士募集に応じ入隊。慶応3年（1868年）6月10日の幕府召抱えでは平同士として名を連ねている。慶応4年1月3日から始まった鳥羽・伏見の戦いを経て、1月5日淀千両松の戦いにて戦死した。御香宮神社の名簿に名がある。